# Pieter Fürst
Pieter Christoffer Fürst, född 14 november 1906 i Göteborgs Masthuggs församling i Göteborgs och Bohus län, död 2 april 1987 i Linköpings Berga församling i Östergötlands län, var en svensk militär.

## Biografi
Fürst avlade studentexamen 1925. Han avlade officersexamen vid Krigsskolan 1929 och utnämndes samma år till fänrik vid Bohusläns regemente, där han befordrades till löjtnant 1933. Han studerade vid Kungliga Krigshögskolan 1935–1937. År 1939 befordrades han till kapten i Generalstabskåren, varefter han tjänstgjorde vid Arméstaben 1939–1944 och var ledamot av 1941 års försvarsutredning. Han tjänstgjorde vid Norra skånska infanteriregementet 1944–1946 och var lärare vid Kungliga Krigshögskolan 1946–1951, befordrad till major 1947. Han befordrades till överstelöjtnant 1951 och tjänstgjorde vid Bohusläns regemente 1951–1957. År 1957 befordrades han till överste, varpå han var chef (sekundchef) för Livgrenadjärregementet 1957–1963 och befälhavare för Linköpings försvarsområde 1963–1967.

## Utmärkelser
- Riddare av första klassen av Svärdsorden, 1948.[6]
- Riddare av Vasaorden, 1950.[7]
- Kommendör av Svärdsorden, 6 juni 1961.[8]
- Kommendör av första klass av Svärdsorden, 4 juni 1965.[9]